# Ирландская консервативная партия
Ирландская консервативная партия (англ. Irish Conservative Party), часто называемая ирландскими тори (англ. Irish Conservative Party) — одна из ведущих политических партий в Ирландии на протяжении большей части XIX века. Была тесно связана с Консервативной партией Великобритании. На протяжении большей части XIX столетия Ирландская консервативная партия, Ирландская либеральная партия и ирландские националисты были соперниками за доминирование среди небольшого электората Ирландии, в то время входившей в Соединенное Королевство Великобритании и Ирландии. В 1891 году ирландские консерваторы стали основным элементом Ирландского юнионистского альянса (IUA), новой партии, объединившей ирландцев, выступавших за сохранение Союза с Великобританией.

## История
Хотя ирландские консерваторы были тесно связаны с Консервативной партией Великобритании, они занимали независимые позиции по многим вопросам, что облегчалось отсутствием в то время в [[Палата общин Великобритании|британской Палате общин] жёсткого партийного голосования.
В 1840-х годах связанное с консерваторами Ирландское столичное консервативное общество поддержало призыв Даниела О’Коннелл к отмене Акта о Союзе 1800 года, полагая, что возрождение самостоятельного ирландского парламента предоставит наилучшие возможности для защиты протестантских и/или юнионистских интересов. Многие ирландские консерваторы считали себя преемниками патриота Генри Граттана и даже Уильяма Молинью и его памфлета 1698 года «Дело о том, что Ирландия связана актами парламента в Англии», в котором он выдвинул аргумент, оспаривающий право английского парламента принимать законы для Ирландии, поскольку королевство имело свой собственный парламент с 1297.
Слабая поддержка Даниела О’Коннелл и его рипилеры изменилась во время Великого голода 1845–1849 годов. Второе министерство английского тори сэра Роберта Пиля отправляло продовольствия в Ирландию с конца 1845 года. Однако в 1846 году Пиль потерял власть, когда его партия раскололась из-за отмены хлебных законов, новое правительство сформировали виги во главе с лордом Джоном Рассела. Виги и Рассел были старыми союзниками О’Коннелла рипилеров, но новое правительство предпочитало политику невмешательства, не отправляя еду голодающим беднякам . Несмотря на это, О’Коннелл сохранял популярность в более обеспеченных частях Ирландии.
В 1859 году Ирландская консервативная партия получила наибольшее количество мест от Ирландии в Вестминстере, на выборах того года выиграв большинство мест. Их главные соперники, либералы, проиграли Ассоциации внутреннего самоуправления (HGA) Исаака Батта в начале 1870-х годов, по иронии судьбы, учитывая, что HGA в значительной степени состояла из бывших ирландских тори, таких как сам Батт.
Реформа избирательного права, в частности Акт о народном представительстве (Ирландия) 1868 года, Акт о выборах 1872 года и Акт о народном представительстве 1884 года, увеличившая число избирателей-католиков-националистов, и избирательный триумф Ирландской парламентской партии под руководством Чарльза Стюарта Парнелла снизили роль консерваторов как основной избирательной силы. К 1880-м годам избирательная база ирландских консерваторов ограничилась Ольстером и Дублином. В 1891 году ирландские консерваторы объединились с Ирландским лояльным и патриотическим объединеним, чтобы сформировать Ирландский юнионистский альянс (IUA), новую политическую партию, которая должна была объединить юнионистов по всей Ирландии. Впоследствии многие видные ирландские консервативные политики входили в IUA, включая Эдварда Джеймса Сондерсона и Уолтера Лонга. IUA фактически являлась ирландским крылом британской Консервативной партии, поскольку её депутаты приняли консервативный кнут в Вестминстере. IUA распалась в 1922 году после раздела Ирландии.
С Ирландской консервативной партией были связаны такие организации как Ирландское столичное консервативное общество в Дублине, Ирландская ассоциация реформ, Лояльное ирландское объединение, Ирландское лояльное и патриотическое объединение и Клуб джентльменов на Килдэр-стрит в Дублине. Среди видных членов партии были Исаак Батт и преподобный Чарльз Бойтон. Партия была тесно связана с журналом Dublin University Magazine, основанным Баттом и его партнёрами в 1833 году, и со студентами и преподавателями дублинского Тринити-колледжа.

## Результаты выборов
В таблице приведены результаты Ирландской консервативной партии на парламентских выборов в Палату общин Великобритании в Ирландии (103 места) и Дублинском университете (2 места).
| Выборы | Голоса  | Голоса | Голоса  | Места     | Места | Итог                 |
| Выборы | Голоса  | %      | ± п. п. | Места     | ±     | Итог                 |
| ------ | ------- | ------ | ------- | --------- | ----- | -------------------- |
| 1835   | 25 362  | 42,4   | ▲ 10,2  | 37 из 105 | ▲ 7   | Победа вигов         |
| 1837   | 26 694  | 41,5   | ▼ 0,9   | 32 из 105 | ▼ 5   | Победа вигов         |
| 1841   | 19 664  | 40,1   | ▼ 1,4   | 43 из 105 | ▲ 11  | Победа консерваторов |
| 1847   | 10 294  | 31,0   | ▼ 9,1   | 42 из 105 | ▼2    | Победа консерваторов |
| 1852   | н/д     | н/д    | н/д     | 42 из 105 | ▬     | Победа консерваторов |
| 1857   | 61 741  | 43,6   | ▼ 2,7   | 44 из 105 | ▲2    | Победа либералов     |
| 1859   | 35 258  | 38,9   | ▼ 4,7   | 55 из 105 | ▲11   | Победа либералов     |
| 1865   | 41 497  | 44,4   | ▼ 5,5   | 47 из 105 | ▼8    | Победа либералов     |
| 1868   | 38 765  | 41,9   | ▼ 2.5   | 39 из 105 | ▼8    | Победа либералов     |
| 1874   | 91 702  | 40,8   | ▼ 1,1   | 33 из 103 | ▼ 6   | Победа консерваторов |
| 1880   | 99 607  | 39,8   | ▼ 1,0   | 23 из 103 | ▼ 10  | Победа либералов     |
| 1885   | 111 503 | 24,8   | ▼ 15.0  | 16 из 103 | ▼ 7   | Победа либералов     |
| 1886   | 76 257  | 39,1   | ▼ 16.2  | 17 из 103 | ▲ 1   | Победа консерваторов |

## Наследие
В Ирландском Свободном государстве большая часть консервативного электората IUA стала сторонниками Гэльской лиги, предшественников Фине Гэл. В Северной Ирландии Ирландский юнионистский альянс был преобразован в Ольстерскую юнионистскую партию (UUP), которая почти сто лет была ведущей консервативной и юнионистской политической силой Северной Ирландии. Так как исторические корни UUP были в Ирландской консервативной партии, то её депутаты в Вестминстере вплоть до 1972 года подчинялись консервативному кнуту. В 1989 году у Консервативной партии появилась своя собственная официальная секция в Северной Ирландии — Консерваторы Северной Ирландии.